# Ivo Minkevičs
Ivo Minkevičs (Jelgava, 28 giugno 1999) è un calciatore lettone, difensore del Metta.

## Caratteristiche tecniche
È un difensore centrale.

## Carriera
Entra nel settore giovanile del Jelgava nel 2006, all'età di 7 anni. Nel 2021 viene tesserato dall'Auda Ķekava, con cui nel 2022 vince la Coppa di Lettonia. Per l'Auda si tratta del primo successo assoluto nella competizione.

## Statistiche

### Presenze e reti nei club
Statistiche aggiornate al 31 gennaio 2023.
| Stagione           | Squadra            | Campionato         | Campionato | Campionato | Coppe nazionali | Coppe nazionali | Coppe nazionali | Coppe continentali | Coppe continentali | Coppe continentali | Altre coppe | Altre coppe | Altre coppe | Totale | Totale |
| Stagione           | Squadra            | Comp               | Pres       | Reti       | Comp            | Pres            | Reti            | Comp               | Pres               | Reti               | Comp        | Pres        | Reti        | Pres   | Reti   |
| ------------------ | ------------------ | ------------------ | ---------- | ---------- | --------------- | --------------- | --------------- | ------------------ | ------------------ | ------------------ | ----------- | ----------- | ----------- | ------ | ------ |
| 2017               | Jelgava            | VL                 | 4          | 0          | CL              | 0               | 0               | -                  | -                  | -                  | -           | -           | -           | 4      | 0      |
| 2018               | Jelgava            | VL                 | 20         | 1          | CL              | 1               | 0               | -                  | -                  | -                  | -           | -           | -           | 21     | 1      |
| 2019               | Jelgava            | VL                 | 18         | 0          | CL              | 2               | 1               | -                  | -                  | -                  | -           | -           | -           | 20     | 1      |
| 2020               | Jelgava            | VL                 | 25         | 2          | CL              | 2               | 0               | -                  | -                  | -                  | -           | -           | -           | 27     | 2      |
| Totale Jelgava     | Totale Jelgava     | Totale Jelgava     | 67         | 3          |                 | 5               | 1               |                    | -                  | -                  |             | -           | -           | 72     | 4      |
| 2021               | Auda Ķekava        | 1L                 | 9          | 0          | CL              | 2               | 0               | -                  | -                  | -                  | -           | -           | -           | 11     | 0      |
| 2022               | Auda Ķekava        | VL                 | 26         | 0          | CL              | 4               | 1               | -                  | -                  | -                  | -           | -           | -           | 30     | 1      |
| Totale Auda Ķekava | Totale Auda Ķekava | Totale Auda Ķekava | 35         | 0          |                 | 6               | 1               |                    | -                  | -                  |             | -           | -           | 41     | 1      |
| Totale carriera    | Totale carriera    | Totale carriera    | 102        | 3          |                 | 11              | 2               |                    | -                  | -                  |             | -           | -           | 113    | 5      |

## Palmarès

### Club

#### Competizioni nazionali
- 1. Līga: 1

Auda Ķekava: 2021
- Coppa di Lettonia: 1

Auda Ķekava: 2022